# Draci Pars Šumperk
DRACI PARS ŠUMPERK je český klub ledního hokeje, který sídlí ve městě Šumperk v Olomouckém kraji. Založen byl v roce 1945 pod názvem TJ Železničář Šumperk. Svůj současný název nese od roku 2019. Od sezóny 2023/24 působí v 2. lize, třetí české nejvyšší soutěži ledního hokeje. Klubové barvy jsou žlutá a modrá. V roce 2019 změnil klub název na DRACI PARS ŠUMPERK.
Své domácí zápasy odehrává v Škoda Aréně s kapacitou 3 500 diváků.

## Historie a poslední léta
Hokej se v Šumperku hrál již od roku 1945 se střídavými úspěchy. V roce 1995 odkoupil Šumperk od celku HC Jaroměř licenci na 2. národní hokejovou ligu a hokejové město začalo psát tzv. "novodobé dějiny" šumperského hokeje. V roce 1999 se klubu podařilo postoupit do 1. ligy, kterou hrál až do roku 2001, kdy vlastníci klubu prodali v průběhu sezóny licenci na 1. ligu Hradci Králové. Město zůstalo rok a půl bez seniorského hokeje, když v roce 2003 vzniká v Šumperku občanské sdružení, které přihlásilo svůj tým do krajského přeboru pod názvem Hokej Šumperk 2003.
Hned v první sezoně se týmu podařilo postoupit do kvalifikace o 2. ligu, ovšem tam vypadl hned v 1. kole s celkem z Velkého Meziříčí. Přesto klub opět odkupuje licenci na 2. ligu, tentokrát od týmu HC Frýdek-Místek. V sezoně 2006/2007 se pak šumperským Drakům podařilo po 8 letech opět postoupit do 1. ligy. V následující sezoně však končí poslední a sestupují opět do 2. ligy. V sezoně 2008/2009 se Drakům opět daří zvítězit v kvalifikaci o 1. ligu. Následující sezóna v 1.lize však končí propadákem a Šumperk sestupuje zpátky do 2. ligy. Do třetice klub vybojoval postup v sezóně 2010/2011, kdy Šumperk vytvořil i nový český rekord v počtu domácí neporazitelnosti. Během celé sezóny nedokázal žádný celek v Šumperku vyhrát, Draci odehráli na svém ledě plných 28 utkání, čímž o jeden zápas vylepšili dosavadní rekord českých hokejových soutěží. Sezona 2015/2016 byla pro Šumperk totální propadák, prohrál skupinu o udržení čímž skončil na posledním místě a sestupuje opět zpátky do 2. hokejové ligy.
V sezoně 2016/17 se 2. liga rozdělila do tří skupin Draci se zapojili do skupiny Východ a po odhlášení Břeclavi z finančních důvodů, zbylo ve skupině osm týmů a draci měli v prvním kole volno. Utkání druhého kola se Vsetínem předčasně ukončeno, kvůli mlze nad ledem.
V sezóně 2017/18 se Draci dostali do finále, kde nastoupili proti HC RT Torax Poruba 2011. Šumperk se ve finále potýkal s velkou marodkou a prohráli finále 0:3 na zápasy. V dalším ročníku jej vyřadily Moravské Budějovice, které posléze došly až do baráže o první ligu.
V sezóně 2019/20 Draci nastoupili se změnou na trenérském postu. Martin Janeček nahradil na lavičce trenérské duo Jozef Zavadil–Zdeněk Novosad, v této sezóně se podařilo drakům vyhrát svojí skupinu a opět postoupit do první ligy a to i navzdory nemožnosti hrát play off kvůli pandemii covidu-19.
V sezóně 2020/21 se postavil na střídačku jako hlavní trenér Martin Sobotka. Ten s Šumperkem skončil na předposledním místě. Po sezóně s ním nebyla prodloužena smlouva a hráčský kádr se pro další rok výrazně změnil. Staronovým koučem se stal pro další ročník opět Martin Janeček. V následující sezóně 2022/23 se stal hlavním trenérem Lukáš Majer, který ovšem na sklonu této sezóny v důsledku neuspokojivých výsledků z této funkce odstoupil. Funkci hlavního trenéra Draků do konce sezóny 2022/23 vykonává Josef Málek.

## Historické názvy
Zdroj:
- 1945 – TJ Železničář Šumperk (Tělovýchovná jednota Železničář Šumperk)
- 1953 – rozdělením na TJ Baník Šumperk (Tělovýchovná jednota Baník Šumperk) a TJ Lokomotiva Šumperk (Tělovýchovná jednota Lokomotiva Šumperk)
- 1957 – zánik klubů
- 1966 – obnova klubu s názvem TJ Lokomotiva Šumperk (Tělovýchovná jednota Lokomotiva Šumperk)
- 1970 – fúze s Pramet Šumperk ⇒ nový název TJ Lokomotiva Pramet Šumperk (Tělovýchovná jednota Lokomotiva Pramet Šumperk)
- 1990 – odloučení od TJ Lokomotiva Pramet Šumperk ⇒ nový název TJ Šumperk (Tělovýchovná jednota Šumperk)
- 1994 – HC Šumperk (Hockey Club Šumperk)
- 1996 – HC Papíroví Draci Šumperk (Hockey Club Papíroví Draci Šumperk)
- 1999 – HC Holba Draci Šumperk (Hockey Club Holba Draci Šumperk)
- 2000 – HC Draci Šumperk (Hockey Club Draci Šumperk)
- 2001 – HC Šumperští Draci (Hockey Club Šumperští Draci) / během ročníků 2001/02 (v lednu 2002) finanční problémy, klub přestěhován do Hradce Králové ⇒ nový název HK Mladí Draci Šumperk (Hokejový klub Mladí Draci Šumperk)
- 2002 – zánik klubů
- 2003 – obnova klubu s názvem Hokej Šumperk 2003
- 2009 – Salith Šumperk
- 2016 – Draci Šumperk
- 2019 – DRACI PARS ŠUMPERK

## Přehled ligové účasti
Stručný přehled
Zdroj:
- 1970–1972: Divize – sk. F (3. ligová  v Československu)
- 1972–1973: 1. ČNHL – sk. B (2. ligová v Československu)
- 1973–1975: 2. ČNHL – sk. C (3. ligová v Československu)
- 1975–1976: Divize – sk. D (4. ligová v Československu)
- 1976–1977: 2. ČNHL – sk. C (3. ligová v Československu)
- 1977–1979: 2. ČNHL – sk. D (3. ligová v Československu)
- 1979–1983: Severomoravský krajský přebor (3. ligová v Československu)
- 1983–1988: Severomoravský krajský přebor (4. ligová v Československu)
- 1988–1989: 2. ČNHL – sk. C (3. ligová v Československu)
- 1989–1993: Severomoravský krajský přebor (4. ligová v Československu)
- 1993–1995: Severomoravský krajský přebor (4. ligová v České republice)
- 1995–1999: 2. liga – sk. Východ (3. ligová v České republice)
- 1999–2002: 1. liga (2. ligová v České republice)
- 2002–2003: bez soutěže
- 2003–2004: Zlínský krajský přebor (4. ligová v České republice)
- 2004–2007: 2. liga – sk. Východ (3. ligová v České republice)
- 2007–2008: 1. liga – sk. Východ (2. ligová v České republice)
- 2008–2009: 2. liga – sk. Východ (3. ligová v České republice)
- 2009–2010: 1. liga (2. ligová  v České republice)
- 2010–2011: 2. liga – sk. Východ (3. ligová v České republice)
- 2011–2016: 1. liga (2. ligová v České republice)
- 2016–2020 : 2. liga – sk. Východ (3. ligová v České republice)
- 2020–2023 : 1. liga (2. ligová v České republice)
- 2023– : 2. česká hokejová liga (3. ligová v České republice)

Zdroj:
Jednotlivé ročníky
Legenda: ZČ – základní část, červené podbarvení – sestup, zelené podbarvení – postup, fialové podbarvení – reorganizace, změna skupiny či soutěže
| Československo (1970 – 1993)                                                                  |                               |    |           |                                                                 |               |
| Sezóny                                                                                        | Soutěž                        | Ú  | ZČ        | Play-off, nadstavba, sk. o udržení…                             | Poznámky      |
| 1970/71                                                                                       | Divize – sk. F                | 3. | 4. místo  |                                                                 |               |
| 1971/72                                                                                       | Divize – sk. F                | 3. | 1. místo  |                                                                 | Postup        |
| 1972/73                                                                                       | 1. ČNHL – sk. B               | 2. | 13. místo |                                                                 | Reorganizace  |
| 1973/74                                                                                       | 2. ČNHL – sk. C               | 3. | 5. místo  |                                                                 |               |
| 1974/75                                                                                       | 2. ČNHL – sk. C               | 3. | 8. místo  |                                                                 | Sestup        |
| 1975/76                                                                                       | Divize – sk. D                | 4. | 1. místo  |                                                                 | Postup        |
| 1976/77                                                                                       | 2. ČNHL – sk. C               | 3. | 7. místo  |                                                                 | Změna skupiny |
| 1977/78                                                                                       | 2. ČNHL – sk. D               | 3. | 4. místo  |                                                                 |               |
| 1978/79                                                                                       | 2. ČNHL – sk. D               | 3. | 6. místo  |                                                                 | Reorganizace  |
| 1979/80                                                                                       | Severomoravský krajský přebor | 3. | ?. místo  |                                                                 |               |
| 1980/81                                                                                       | Severomoravský krajský přebor | 3. | 2. místo  |                                                                 |               |
| 1981/82                                                                                       | Severomoravský krajský přebor | 3. | 3. místo  |                                                                 |               |
| 1982/83                                                                                       | Severomoravský krajský přebor | 3. | 3. místo  |                                                                 | Reorganizace  |
| 1983/84                                                                                       | Severomoravský krajský přebor | 4. | 3. místo  |                                                                 |               |
| 1984/85                                                                                       | Severomoravský krajský přebor | 4. | 1. místo  |                                                                 |               |
| 1985/86                                                                                       | Severomoravský krajský přebor | 4. | 1. místo  |                                                                 |               |
| 1986/87                                                                                       | Severomoravský krajský přebor | 4. | 2. místo  |                                                                 |               |
| 1987/88                                                                                       | Severomoravský krajský přebor | 4. | 1. místo  |                                                                 | Postup        |
| 1988/89                                                                                       | 2. ČNHL – sk. C               | 3. | 8. místo  |                                                                 | Sestup        |
| 1989/90                                                                                       | Severomoravský krajský přebor | 4. | 2. místo  |                                                                 |               |
| 1990/91                                                                                       | Severomoravský krajský přebor | 4. | 2. místo  |                                                                 |               |
| 1991/92                                                                                       | Severomoravský krajský přebor | 4. | 2. místo  |                                                                 |               |
| 1992/93                                                                                       | Severomoravský krajský přebor | 4. | 2. místo  |                                                                 |               |
| Česko (1993 – )                                                                               |                               |    |           |                                                                 |               |
| Sezóny                                                                                        | Soutěž                        | Ú  | ZČ        | Play-off, nadstavba, sk. o udržení…                             | Poznámky      |
| 1993/94                                                                                       | Severomoravský krajský přebor | 4. | 2. místo  |                                                                 |               |
| 1994/95                                                                                       | Severomoravský krajský přebor | 4. | 3. místo  |                                                                 | Postup        |
| 1995/96                                                                                       | 2. liga – sk. Východ          | 3. | 5. místo  | Ne                                                              |               |
| 1996/97                                                                                       | 2. liga – sk. Východ          | 3. | 3. místo  | Čtvrtfinále                                                     |               |
| 1997/98                                                                                       | 2. liga – sk. Východ          | 3. | 1. místo  | Finále (prohra na zápasy 1:2 s HC Mladá Boleslav)               | Baráž         |
| 1998/99                                                                                       | 2. liga – sk. Východ          | 3. | 3. místo  | Semifinále (výhra 2:1 na zápasy s HC Tábor)                     | Baráž         |
| 1999/00                                                                                       | 1. liga                       | 2. | 14. místo | Ne                                                              | Baráž         |
| 2000/01                                                                                       | 1. liga                       | 2. | 11. místo | Ne                                                              | Baraž         |
| 2001/02                                                                                       | 1. liga                       | 2. | 13. místo | Ne                                                              | Baráž         |
| V letech 2002–2003 byl klub bez A-mužstva, v soutěžích přihlášena pouze mládežnická družstva. |                               |    |           |                                                                 |               |
| 2003/04                                                                                       | Zlínský krajský přebor        | 4. | 1. místo  | Vítěz; baráž o 2. ligu – 1. fáze, 2. kolo (prohra)              | Postup        |
| 2004/05                                                                                       | 2. liga – sk. Východ          | 3. | 9. místo  | Ne                                                              |               |
| 2005/06                                                                                       | 2. liga – sk. Východ          | 3. | 7. místo  | Čtvrtfinále (prohra 2:3 na zápasy s HC Šternberk)               |               |
| 2006/07                                                                                       | 2. liga – sk. Východ          | 3. | 1. místo  | Finále (výhra 3:1 na zápasy s SHK Hodonín)                      | Postup        |
| 2007/08                                                                                       | 1. liga – sk. Východ          | 2. | 8. místo  | Ne                                                              | Baráž         |
| 2008/09                                                                                       | 2. liga – sk. Východ          | 3. | 1. místo  | Finále (výhra 3:1 na zápasy s HC Orlová)                        | Baráž         |
| 2009/10                                                                                       | 1. liga                       | 2. | 15. místo | Ne                                                              | Baráž         |
| 2010/11                                                                                       | 2. liga – sk. Východ          | 3. | 1. místo  | Finále (výhra 3:0 s HC Plus Oil Orlová)                         | Baráž         |
| 2011/12                                                                                       | 1. liga                       | 2. | 12. místo | Ne                                                              |               |
| 2012/13                                                                                       | 1. liga                       | 2. | 11. místo | Ne                                                              |               |
| 2013/14                                                                                       | 1. liga                       | 2. | 11. místo | Ne                                                              |               |
| 2014/15                                                                                       | 1. liga                       | 2. | 11. místo | Ne                                                              |               |
| 2015/16                                                                                       | 1. liga                       | 2. | 14. místo | Ne                                                              | Sestup        |
| 2016/17                                                                                       | 2. liga – sk. Východ          | 3. | 3. místo  | Čtvrtfinále (prohra 1:3 na zápasy s HC Vlci Jablonec nad Nisou) |               |
| 2017/18                                                                                       | 2. liga – sk. Východ          | 3. | 3. místo  | Finále (prohra 3:0 na zápasy s HC RT Torax Poruba)              |               |
| 2018/19                                                                                       | 2. liga – sk. Východ          | 3. | 1. místo  | Čtvrtfinále (prohra 1:3 na zápasy s HC Moravské Budějovice)     |               |
| 2019/20                                                                                       | 2. liga – sk. Východ          | 3. | 1. místo  | play-off zrušeno kvůli pandemii covidu-19                       | Postup        |
| 2020/21                                                                                       | 1. liga                       | 2. | 17. místo | Ne                                                              |               |
| 2021/22                                                                                       | 1. liga                       | 2. | 14. místo | Play-down (výhra 4:1 na zápasy s HC Slovan Ústí nad Labem)      | Baráž         |
| 2022/23                                                                                       | 1. liga                       | 2. | 14. místo | Ne                                                              | Sestup        |
| 2023/24                                                                                       | 2. liga – sk. Východ          | 3. | 9. místo  | Ne                                                              |               |
| 2024/25                                                                                       | 2. liga – sk. Východ          | 3. | 5. místo  | Čtvrtfinále (prohra 1:3 na zápasy s AZ Heimstaden Havířov)      |               |

## Přehled kapitánů a trenérů v jednotlivých sezónách
| Sezóna    | Soutěž                 | Kapitán                                                                    | Trenéři                                                                                                | Soupiska |
| --------- | ---------------------- | -------------------------------------------------------------------------- | --- | -------- |
| 1995/1996 | 2. liga                | Miroslav Cáb, Aleš Koutný, Radek Kučera                                    | Petr Rutar, Jan Přikryl a Čestmír Fous                                                                 |          |
| 1996/1997 | 2. liga                | Aleš Koutný                                                                | Petr Rutar a Jan Přikryl                                                                               |          |
| 1997/1998 | 2. liga                | Miroslav Cáb                                                               | Jindřich Setikovský a Petr Rutar                                                                       |          |
| 1998/1999 | 2. liga                | Pavel Kormunda                                                             | Jindřich Setikovský a Petr Rutar - Josef Sršeň a Jindřich Setikovský                                   |          |
| 1999/2000 | 1. liga                | Pavel Kormunda, Jiří Zadražil, Dušan Bařica, Michal Nohejl, Martin Jenáček | Josef Sršeň, Petr Rutar - Petr Gürtler a Zdeněk Novák - Jan Klacl a Zdeněk Novák a Jindřich Setikovský |          |
| 2000/2001 | 1. liga                | Radek Kučera, Martin Rejthar, Jakub Šesták, Dušan Bařica                   | Jindřich Setikovský, Petr Rutar a Jaroslav Peška - Stanislav Barda a Jaroslav Peška                    |          |
| 2001/2002 | 1. liga                | Jiří Žůrek, Martin Malkus, Marek Moskal                                    | Petr Rutar a Aleš Tomášek (hrající)                                                                    |          |
| 2003/2004 | Zlínský krajský přebor | Michal Budina                                                              | Jaroslav Peška a Petr Rutar                                                                            |          |
| 2004/2005 | 2. liga                | Michal Budina, Jiří Georg Güttler, Radek Kučera                            | Jaroslav Peška a Petr Rutar                                                                            | Zde      |
| 2005/2006 | 2. liga                | Kamil Přibyla, Radek Kučera                                                | Josef Podlaha a Petr Rutar - Jaroslav Beck a Petr Rutar                                                | Zde      |
| 2006/2007 | 2. liga                | Oldřich Kališ, David Ohnutek                                               | Jozef Zavadil a Jiří Georg Güttler - Jindřich Setikovský a Jiří Georg Güttler                          | Zde      |
| 2007/2008 | 1. liga                | Roman Meluzín                                                              | Jindřich Setikovský a Jiří Georg Güttler - Jiří Otoupalík a Jiří Georg Güttler                         | Zde      |
| 2008/2009 | 2. liga                | Roman Meluzín                                                              | Petr Rutar - Jiří Režnar                                                                               | Zde      |
| 2009/2010 | 1. liga                | Zdeněk Pavelek, Roman Meluzín                                              | Jiří Režnar, Jiří Žůrek a Svatopluk Číhal                                                              | Zde      |
| 2010/2011 | 2. liga                | Aleš Holík                                                                 | Radek Kučera                                                                                           | Zde      |
| 2011/2012 | 1. liga                | Aleš Holík                                                                 | Radek Kučera a Roman Meluzín (hrající)                                                                 | Zde      |
| 2012/2013 | 1. liga                | Aleš Holík                                                                 | Radek Kučera a Karel Plášek (hrající) - Zdeněk Moták a Radek Kučera                                    | Zde      |
| 2013/2014 | 1. liga                | Aleš Holík                                                                 | Radek Kučera                                                                                           | Zde      |
| 2014/2015 | 1. liga                | Aleš Holík, Patrik Moskal                                                  | Radek Kučera a Jaromír Jindřich                                                                        | Zde      |
| 2015/2016 | 1. liga                | Karel Plášek, Marek Haas, Tomáš Sedlák, Aleš Holík                         | Radek Kučera a Libor Pivko - Milan Mazanec a Libor Pivko                                               | Zde      |
| 2016/2017 | 2. liga                | Jan Matějka, Tomáš Sedlák                                                  | Aleš Flašar                                                                                            | Zde      |
| 2017/2018 | 2. liga                | Tomáš Sedlák, Radek Fischer, Petr Gewiese                                  | Pavel Hulva a Zdeněk Novosad (hrající) - Jozef Zavadil a Zdeněk Novosad (hrající)                      | Zde      |
| 2018/2019 | 2. liga                | Petr Gewiese, Jakub Čuřík, Pavel Mojžíš                                    | Jozef Zavadil a Zdeněk Novosad                                                                         | Zde      |
| 2019/2020 | 2. liga                | Petr Gewiese, Tomáš Sedlák, Daniel Kabelka                                 | Martin Janeček                                                                                         | Zde      |
| 2020/2021 | 1. liga                | Petr Gewisse, Jan Milfait, Tadeáš Jaroš                                    | Martin Sobotka a Martin Altrichter                                                                     | Zde      |
| 2021/2022 | 1. liga                | Denis Kindl, Lukáš Žálčík, Tomáš Drtil                                     | Martin Janeček, Lukáš Majer a Peter Pútec                                                              | Zde      |
| 2022/2023 | 1. liga                | Lukáš Žalčík, Tomáš Drtil, David Bartoš                                    | Lukáš Majer, David Švagrovský, Jan Kregl, Jiří Hanzal a Peter Pútec - Josef Málek a Peter Pútec        | Zde      |
| 2023/2024 | 2. liga                |                                                                            | David Káňa, Tomáš Sedlák - Michal Mikeska, Tomáš Sedlák - Tomáš Sedlák, Radek Fischer                  |          |